# József Szerencsés
József Szerencsés (Budapest, 10 agosto 1934 – Budapest, 22 ottobre 1971) è stato uno schermidore ungherese, vincitore di una medaglia d'oro ed una d'argento ai campionati mondiali di scherma.